# Ruta Estatal de California 221
La Ruta Estatal de California 221, abreviada SR 221 (en inglés: California State Route 221) es una carretera estatal estadounidense ubicada en el estado de California. La carretera inicia en el Sur desde la SR 12  , SR 29   cerca de Vallejo en sentido Norte hasta finalizar en la SR 121     en Napa. La carretera tiene una longitud de 4,3 km (2.682 mi).

## Mantenimiento
Al igual que las autopistas interestatales, y las rutas federales y el resto de carreteras estatales, la Ruta Estatal de California 221 es administrada y mantenida por el Departamento de Transporte de California por sus siglas en inglés Caltrans.